# Aan de andere kant van de heuvels
Aan de andere kant van de heuvels is een single van de Nederlandse zanger Ramses Shaffy en de Nederlandse zangeres Liesbeth List uit 1971. Het stond in 1970 als vijfde track op het album van Shaffy Zonder bagage.

## Achtergrond
Aan de andere kant van de heuvels is geschreven door Franck Thomas, Ramses Shaffy, Christian Chevallier, Lennaert Nijgh en Jean-Michel Rivat en geproduceerd door Gerrit den Braber. Het is een Nederlandstalige bewerking van het lied De l'autre côté de la colline van Les Troubadours uit 1970. In het lied wordt er gezongen over het feit dat het gras aan de andere kant van de heuvels groener is. Het duo weet dit wel, maar de rest in het dal niet. Het is het enige nummer op het album dat niet volledig eigen werk is van Shaffy.

## Hitnoteringen
Het lied was niet erg succesvol. De enige notering die het nummer behaalde was de zesde plaats in de Tipparade van de Nederlandse Top 40.

## Samples en covers
Het lied werd in 2019 door de rapper Boef gesampled in zijn nummer Allang al niet meer.
Paul de Leeuw nam een eigen versie op voor zijn album ParaCDmol uit 1994.

## Engelstalige versie
De Engelstalige versie heet The Far side of the Hill en werd zowel als duo met Liesbeth List als solo gezongen door Whitney Houston en Rod McKuen.